# 몰뤼 에겔린
몰뤼 마리아 블릭스트 하셀플루그에겔린(덴마크어: Molly Maria Blixt Hasselflug-Egelind, 1987년 11월 20일 ~ )은 덴마크의 배우이다.